# Traicionera (canción)
«Traicionera» es el segundo sencillo oficial en solitario del cantante colombiano Sebastián Yatra, de su álbum debut Mantra, lanzado el 24 de junio de 2016. El Remix de Cosculluela y Cali y El Dandee lanzado en febrero de 2017